# HD 60532 b
HD 60532 b는 고물자리 방향으로 지구로부터 약 84 광년 떨어진 곳에 있는 항성 HD 60532 주위를 도는, 외계 행성이다. 이 행성의 실제 질량은 목성의 약 3.15배이며 모항성으로부터 약 0.77 천문단위 떨어져 201.83일 주기로 1회 공전하고 있다. 공전 궤도는 이심률 0.278로 다소 찌그러져 있다. 이 행성은 2008년 9월 22일 라 실라 천문대에서 HARPS 분광사진기를 이용하여 발견했다. 같은 날 이 행성계의 두 번째 구성원 HD 60532 c도 함께 발견되었다. b와 c 두 행성은 1:3의 궤도공명을 보이고 있다.

## 참고 문헌
- (영어) Desort 연구진 (2008). “Extrasolar planets and brown dwarfs around A-F type stars V. A planetary system found with HARPS around the F6IV-V star HD 60532”. 《arXiv》 (요약). arXiv:0809.3862.
- (영어) Laskar 연구진 (2009). “HD60532, a planetary system in a 3:1 mean motion resonance”. 《Astronomy & Astrophysics》. arXiv:0902.0667.